# STARS-II
STARS-II(愛称:GENNAI)は香川大学が製造した超小型衛星。2014年2月28日にH-IIAロケット23号機によって打ち上げられた。

## 概要
軌道上の重力傾斜を利用したテザー伸展の技術実証を目的として開発された。
2014年2月28日にH-IIAロケット23号機の相乗り衛星として地球周回軌道に投入された。その後テザー伸展実験を行ったが、テザーの先端に結合している子機の不具合のため十分なデータは得られなかった。不具合の原因として、子機の太陽電池の展開に失敗し電力不足に陥った可能性が挙げられている。
STARS-IIは2014年4月26日15時32分（日本時間）に大気圏に突入して消滅した。大気圏突入直前に実測された軌道低下速度は、300mのテザーを伸展した状態の衛星を仮定したシミュレーション検証と一致していた。このため300m分のテザーの伸展に成功していたものと推定されている。